# 封包無線電

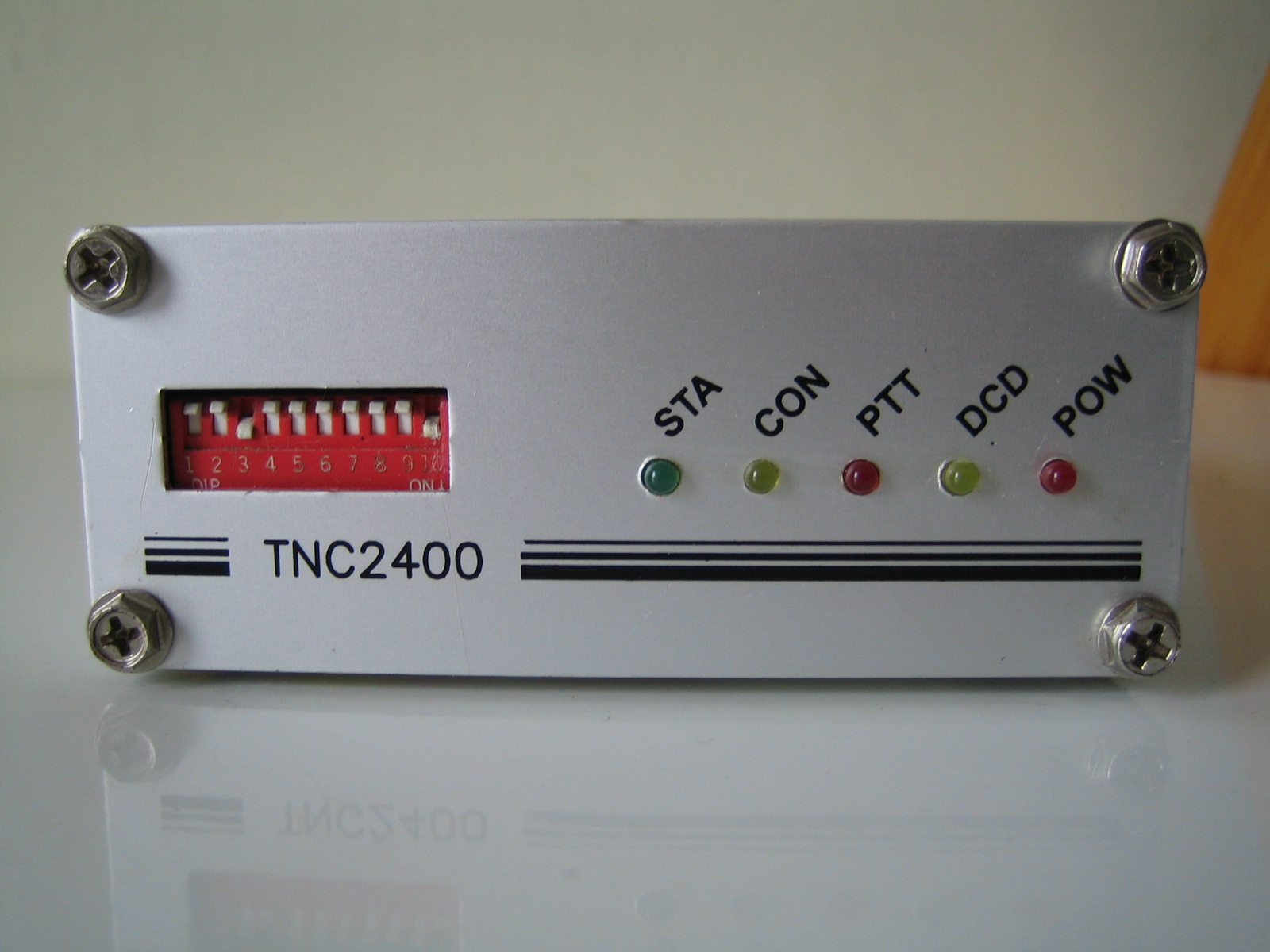
Terminal Node Controller 2400 封包無線電數據機

封包無線電（英語：Packet radio），一種無線通信機制，使用分组交换技術，透過無線電，或是無線通訊連結，來交換數位資料。不像傳統的电路交换技術，它如同網際網路，使用數據包（Datagram）來進行資料傳輸。

## 目的与优点

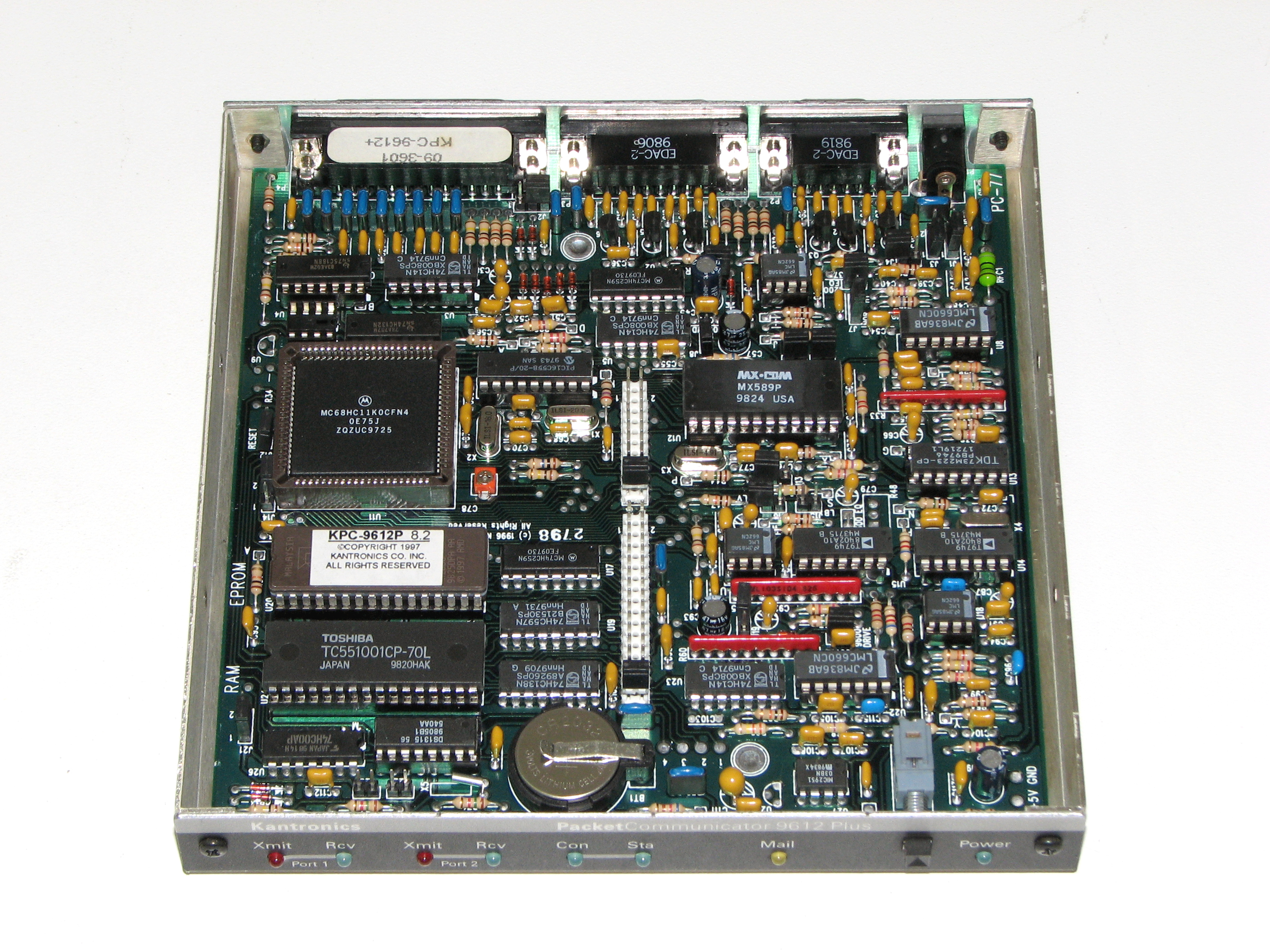
Kantronics 9612+ TNC的構造

封包无线电是第四种主要的无线电数字通信模式。早期的模式有使用莫斯电码的电报、使用博多码的电传打字机和传真。封包无线电一开始就有高速传输的优势；然后随着协议的发展，封包无线电又拥有了其他的特性。
早在二十世纪九十年代初期，封包无线电就广泛用于传输文字、计算机文件，以及发送遥控指令了。
封包无线电是技术上的巨大进步，它令几乎所有的packet station都能作为中继器，通过临时网络将两个远程站点连接起来。所以，封包无线电特别适合紧急情况下的通信。
封包无线电使用在数据链路层的AX.25协议。AX.25是从X.25演变而来，适合业余无线电的使用。

## 現行商業標準
- GPRS